# Ballito
Ballito is een plaats in de Zuid-Afrikaanse provincie KwaZoeloe-Natal, 40 kilometer ten noorden van Durban, en telt ongeveer 17.000 inwoners. Het kustplaatsje ligt langs de Dolfijnkust,  Ballito betekent "kleine bal" in het Italiaans.
De kustplaats is sterk afhankelijk van het toerisme. Vooral golfsurfen is populair hier.